# Abraham Cabrera
Abraham Cabrera Scapin (Santa Cruz de la Sierra, 20 febbraio 1991) è un calciatore boliviano, difensore del Nacional Potosí.